# Tridacna squamosa
Tridacna squamosa — вид двостулкових молюсків родини серцевидкових (Cardiidae). Мешкає на дрібних коралових рифах Тихого і Індійського океанів.

## Опис
Її раковина дещо менша, ніж у тридакни велетенської (виростає до 40 сантиметрів (16 дюймів) у поперечнику) і прикрашена численними округлими гребенями. Стулки молодих тварин можуть бути яскраво забарвленні. Зустрічаються екземпляри рожевого кольору і лимонно-жовті.
Їх розкриті стулки завжди звернені вгору, до світла.
Коли молюска не потривожити, він розправляє свою дивну красиву мантію, підставляючи її сонячним променям. Справа в тому, що в цій мантії живе цілий город симбіотичних одноклітинних водоростей, що постачають молюскові цукор і протеїни. Саме від кольору цих водоростей і залежить забарвлення мантії — від синьо-блакитного до всіх відтінків зеленого аж до чорного з чарівними малюнками художника-абстракціоніста.
При наближенні зовнішньої небезпеки мантія молюска скорочується і стулки раковини злегка прикриваються. Закритися повністю вони не в змозі.
Крім водоростей, що містяться в її мантії, Тридакна харчується і планктоном, фільтруючи його з морської води. Вода засмоктується через довгасту «ротову» щілину і викидається через круглий сифон.

## Розповсюдження
Діапазон виду простирається від Південної Африки до Червоного моря і далі на Маршаллових островах.